# Гаприндашвили, Нона Терентьевна
Но́на Тере́нтьевна Гаприндашви́ли (груз. ნონა გაფრინდაშვილი; род. 3 мая 1941, Зугдиди, Грузинская ССР, СССР) — советская и грузинская шахматистка, 5-я чемпионка мира (1962—1978). Первый международный гроссмейстер среди женщин (1977) и первая женщина, которая стала международным гроссмейстером среди мужчин (1978); тренер и спортивный администратор, заслуженный мастер спорта СССР (1964).
Отличалась агрессивным стилем игры, постоянной нацеленностью на победу. Титул чемпионки мира завоевала в матче 1962 года с Елизаветой Быковой, четырежды успешно его защищала, уступила в матче 1978 года с Майей Чибурданидзе. Пятикратная чемпионка СССР (1964, 1973/1974, 1981, 1983, 1985). Двукратная обладательница Кубка европейских чемпионок (1969, 1972). Обладательница рекордного количества титулов (среди женщин и мужчин) на Всемирных шахматных олимпиадах (11): 10-кратная победительница женских олимпиад в составе сборной СССР, чемпионка Олимпиады 1992 года в составе сборной Грузии. Пять раз показывала лучший результат на своей доске. Первая обладательница приза «Шахматный Оскар» среди женщин (1982). Восьмикратная чемпионка мира среди сеньоров (ветеранов).
Председатель женской комиссии ФИДЕ (1980—1986). Президент Национального олимпийского комитета Грузии (1989—1996). Деятельница грузинской политической оппозиции.

## Биография

### Семья и детство
Нона Гаприндашвили родилась в городе Зугдиди (Грузинская ССР) 3 мая 1941 года в семье Терентия Северьяновича Гаприндашвили и Веры Тадеевны Григолия. Отец будущей шахматистки был педагогом — директором сельскохозяйственной школы и преподавателем техникума. В семье из 6 детей Нона была пятым ребёнком и единственной дочерью. В статье к 70-летию Гаприндашвили в журнале «64 — Шахматное обозрение» сообщалось, что в семье хранился шахматный комплект, некогда принадлежавший маршалу Мюрату, и именно с этими шахматами Нона начала учиться игре. Её первыми учителями стали старшие братья, когда ей было 5 лет. В 1953 году приняла участие в командном чемпионате республики по шахматам среди школьников, который проходил в Батуми. По воспоминаниям Гаприндашвили, за сборную Зугдиди должен был играть её старший брат, который в последний момент не смог поехать с командой, и её пригласили занять его место. Команда с её участием заняла 5-е место.
Весной 1954 года приняла участие в первом индивидуальном первенстве — чемпионате Грузии среди девушек, заняла 5-е место. Осенью того же года переехала в Тбилиси, где начала посещать занятия по шахматам в местном Дворце пионеров и школьников под руководством Вахтанга Карселадзе (считающегося основателем грузинской женской шахматной школы). В 1955 году заняла 2-е место в женском чемпионате Тбилиси. На Всесоюзных командных соревнованиях среди девушек играла на 2-й доске и заняла со сборной 1-е место. На следующий год выиграла женские чемпионаты Тбилиси и Грузии (в последнем набрав 15½ очка из 16 возможных), заняла 1-е место в полуфинале чемпионата СССР, а в финальном турнире поделила 7—9-е места.
С 1957 года Гаприндашвили занималась в Тбилисской детской шахматной школе, где её тренером стал Михаил Шишов. В это время начала работу над расширением дебютного репертуара и вопросами стратегии. В 1958 году, в 17 лет, завоевала бронзовую медаль чемпионата СССР и получила звание мастера спорта. Окончила среднюю школу с серебряной медалью и поступила в Институт иностранных языков, где после завершения учёбы осталась работать. В это время в игре грузинской шахматистки ещё были заметны проблемы с разыгрыванием эндшпиля, Шишов отмечал излишнее стремление Гаприндашвили к форсированию позиции, что привело к относительно неудачному выступлению на следующем чемпионате СССР. Сама она писала об этом периоде карьеры так:
Моим преимуществом был, помимо всего прочего, юный возраст: встречаясь со взрослыми, я не боялась проиграть, я вообще ничего не боялась — меня мало заботил результат, мне был чужд тогда какой-либо практицизм. Поэтому я могла позволять себе любые творческие эксперименты, охотно шла на обоюдоострые позиции, где все «висит» на обоих флангах, где не только неприятельский, но и собственный король испытывает тревогу.

### Основные спортивные успехи
В 1959 году, выступая за сборную Грузии на Спартакиаде народов СССР, заняла первое место среди девушек с результатом 9½ очка из 10 возможных, но затем на чемпионате СССР в Липецке снова разделила лишь 7—9-е места. Этот результат подвергли резкой критике на заседании республиканской федерации шахмат.
Уже на следующем чемпионате СССР, однако, Гаприндашвили стала четвёртой и завоевала право на участие в турнире претенденток на звание чемпионки мира. В 1961 году она выиграла международный женский турнир в Тбилиси, получив звание международного мастера. В том же году на турнире претенденток во Врнячке-Бане уверенно заняла первое место, набрав 13 очков из 16 возможных и на два очка опередив второго призёра — чемпионку СССР 1961 года Валентину Борисенко. Во встречах между советскими шахматистками Гаприндашвили набрала 3½ очка из 4 возможных, добившись также победы над лучшей из иностранных соперниц, югославкой Милункой Лазаревич. В автобиографии Гаприндашвили упоминала, что победную партию против Лазаревич она некоторое время расценивала как лучшую в жизни; шахматисты-мужчины, следившие за игрой, оценивали движение её короля по доске как мастерский и даже гроссмейстерский уровень. Гроссмейстер Бондаревский в целом характеризовал победу грузинки в турнире претенденток как проявление её тактического превосходства над соперницами.
| М. Лазаревич — Н. Гаприндашвили Дебют Берда Турнир претенденток, 1961 (комментарии А. Константинопольского) |
| 1. f4 c5 2. Nf3 g6 3. e3 Bg7 4. d3 e6 5. Be2 Ne7 6. O-O Nbc6 7. e4 d6 (Белые, не сыграв сразу e2-e4, потеряли темп, и чёрные перехватывают инициативу) 8. c3 O-O 9. Be3 Rb8 10. d4 f5! (Чёрные обеспечивают коню сильную позицию на d5) 11.e5 cxd4 12. cxd4 Nd5 13. Bc1 Bh6 14. g3 dxe5 15. dxe5 b5 16. Nc3 Qb6+ 17. Kg2 Rd8 18. Nxd5 Rxd5 19. Qb3 Bf8 20. Be3 Bc5 21. Bxc5 Qxc5 22. Rfd1 Ne7 23. Rac1 Qb6 (Белые начинают форсировать игру, но это приводит к осложнениям) 24. Rxd5 Nxd5 25. Qxb5 (с целью выиграть пешку, но Гаприндашвили отказывается упрощать игру и вступает в комбинационную схватку) Qe3! 26. Qxb8 Qxe2+ 27. Kh3 Kg7! (Из всех вариантов у Гаприндашвили оптимальным будет увести короля из опасной зоны) 28. Qxa7+ Kh6 29. Qa3 Kh5!! (с устранением угрозы Крh4 и Фf8×. Согласно анализу И. Болеславского, белых к ничьей приводит только 30.Лg1!) 30. Re1 Qf2 31. Qd3 Ba6 32. Qd1 Ne3 (Белый король в окружении, защиты нет) 33. Rxe3 Bf1+ (Белые сдались) |

К матчу на первенство мира с действующей чемпионкой Елизаветой Быковой грузинку, помимо Шишова, готовил Давид Бронштейн. Гаприндашвили вспоминала, что он особенно тщательно готовил её к игре в эндшпиле, где опыт Быковой был намного больше, и добился успеха: в концовках партий молодая шахматистка оказалась не слабее чемпионки, к тому же заметно превосходя её в миттельшпиле. В рамках подготовки к матчу Гаприндашвили приняла в 1962 году участие в мужском чемпионате Грузии, где разделила 3—4-е места среди 48 участников. Она набрала 5½ очка из 8 возможных, обыграла мастера Александра Буслаева и сама выполнила норму кандидата в мастера среди мужчин. Она сыграла также два тренировочных матча с шахматистами-мужчинами, в том числе с мастером Бухути Гургенидзе. Матч на первенство мира с Быковой проходил в Москве и должен был продолжаться 16 партий. Однако Гаприндашвили досрочно обыграла Быкову со счётом 9:2 (+7-0=4) и стала пятой чемпионкой мира в истории женских шахмат.
В 1964 году впервые после трёхлетнего перерыва выступила в чемпионате СССР. Хотя ожидалось, что чемпионка мира сразу выйдет в лидеры, этого не произошло. В первых пяти турах Гаприндашвили набрала только три очка, при этом после ряда ошибок в эндшпиле проиграв ранее также владевшей мировой шахматной короной Ольге Рубцовой. Лишь после неудачного старта она вернулась в игровую форму, победив в шести партиях подряд и наконец возглавив турнирную таблицу. Некоторое время она делила лидерство с младшей Рубцовой — Еленой, впервые игравшей в первенстве страны, но после победы чёрными в 13-м туре над действующей чемпионкой Мааей Раннику создала отрыв от преследовательниц, на финише чемпионата составивший два очка. Таким образом, Гаприндашвили, уже будучи чемпионкой мира, впервые выиграла первенство СССР.
К 1965 году чемпионка мира рассталась с тренировавшим её до этого Шишовым и начала сотрудничество с Айварсом Гипслисом, которого ценила за дебютную эрудицию. С 1965 по 1972 год она трижды защищала чемпионский титул в матчах с одной и той же претенденткой — Аллой Кушнир. В первом матче, проходившем осенью 1965 года в Риге, Гаприндашвили быстро ушла в отрыв — после восьми партий счёт был уже 6:2 в её пользу, а окончательный счёт, 8½:4½, был зафиксирован досрочно после её очередной победы чёрными в 13-й партии. Всего за матч она выиграла пять партий чёрными и две (при трёх поражениях) — белыми. Второй поединок состоялся весной 1969 года. Его первая половина прошла в Тбилиси, а вторая в Москве. По словам секунданта претендентки Владимира Юркова, её команда, зная, что Гаприндашвили более уверенно играет на финише соревнований, стремилась достичь максимально удобного результата в Тбилиси. Кушнир действительно выиграла первую же партию, однако дальше ей не удалось развить успех, и матч, как и за четыре года до этого, завершился уже после 13-й партии с общим счётом 8½:4½ в пользу чемпионки.
Первые два матча против Кушнир сопровождались трениями, в том числе в выборе места и времени проведения, с соперницей и оказывавшим ей поддержку Михаилом Ботвинником. Однако, по воспоминаниям Гаприндашвили, в конечном счёте это не испортило их личные отношения ни с Кушнир, ни с Ботвинником. Третий матч, снова проходивший в Риге, выдался наиболее упорным, и его первую партию Гаприндашвили впоследствии назвала самой запомнившейся ей за всю историю противостояния с Кушнир.
| Н. Гаприндашвили — А. Кушнир Сицилианская защита Матч на первенство мира, 1972 (комментарии Т. Каройи) |
| 1. e4 c5 2. Nf3 e6 3. d4 cxd4 4. Nxd4 Nc6 5. Nc3 d6 6. Be2 Nf6 7. Be3 Bd7 8. f4 Be7 9. Ndb5 Qb8 10.g4!? (Объективно не очень сильный ход, но агрессивная игра чемпионки оказывает психологический эффект) a6 11. Nd4 Nxd4 (В 3-й партии Кушнир нашла лучшее продолжение 11. …d5! и получила хорошую позицию, добившись в итоге победы) 12. Qxd4! (Чемпионка отдала пешку за быстрое развитие ферзя) e5?! (Кушнир тоже форсирует развитие, что Каройи считает ошибкой: лучше было бы 12. …b5 и 13…e5) 13. Qd3 Nxg4? (сильнее было бы 13…Bxg4) 14. Bxg4 Bxg4 15. Rg1 Bh5 16. Nd5! (Лучший ход, конь на d5 очень опасен) Bh4+ 17. Kd2 exf4? (Критическая ошибка, намного лучше увести короля с помощью рокировки) 18. Bd4 f3 19. Bxg7 Rf8 20. Bxf8 (Белые выиграли качество и сохранили атакующий порыв) Kxf8 21. Qd4 (Позиция чёрных уже безнадёжна) f6 22. Nxf6 Qc7 23. Rg8+ Kf7 24. Rg7+ (Можно было взять ладью, но чемпионка хочет закончить игру красиво) Kxg7 25. Ne8+ Kh6 26. Nxc7 Rg8 27. Ne6 Rg2+ 28. Kc3 (Чёрные сдались) |

Поначалу матч складывался похоже на два предыдущих, и после 10-й партии Гаприндашвили вела со счётом 6½:3½, однако в 11-й партии вначале упустила выигрыш, а затем и вовсе проиграла. Это поражение, по воспоминаниям шахматистки, настолько её расстроило, что остаток матча она доиграла лишь с трудом, потеряв уверенность. В итоге чемпионка мира отстояла титул лишь с минимальным преимуществом, 8½:7½. Нужный минимум очков она обеспечила себе лишь ничьей в предпоследней партии.
| Н. Гаприндашвили — А. Кушнир Сицилианская защита Матч на первенство мира, 1972 (комментарии А. Рошаля) |
| 1. e4 c5 2. Nf3 e6 3. c3 Nf6 4. e5 Nd5 5. d4 cxd4 6. cxd4 Be7 7. a3 b6 8. Bd3 Ba6 9. O-O O-O 10. Re1 Bxd3 11. Qxd3 Nc6 12. Nbd2 f5 13. exf6 Bxf6 14. Ne4 Qe8 15. Ng3 (Осторожное продолжение, по-видимому, связанное с высокой важностью партии) Qf7 (Кушнир по той же причине избегает упрощений) 16. Be3 Be7 17. Rad1 Rac8 18. Bd2 Bf6 19. b4 (с угрозой 20.b5) a6! (Связывает белые пешки и делает их препятствием для собственного слона) 20. Ne4 Qg6 21. Nxf6+ Qxf6 22. Bg5 Qf5 23. Qxa6 Nc3 (Вероятно, лучшее продолжение) 24. Rc1 (Единственный возможный ход) Nxd4 25. Nxd4 Qxg5 26. Qd3 Nd5 27. Rxc8 Rxc8 28. Ne2 h6 29. h3 (Лучше оценивается 29.g3) Qe5 30. Rb1 Qf6 31. a4 Rf8 32. f3 Qg5 33. Kh1 Qh4 34. a5 (в попытке отвлечь внимание от короля) bxa5 35. bxa5 Qf2 36. a6 Ne3 37. Rg1 (Предлагаемое многими аналитиками 37. …Кf5, по-видимому, опровергается 38.Кc3!) Rxf3 38. a7 Rxh3+ 39. gxh3 Qf3+ 40. Kh2 Qf2+ 41. Kh1 Qf3+ (Ничья, чёрные форсировали вечный шах) |

В 1975 году Гаприндашвили отстаивала титул во встрече с Наной Александрия (как и сама чемпионка, воспитанницей Вахтанга Карселадзе). Если перед её первым матчем за мировое первенство с Быковой особый акцент в подготовке она делала на эндшпиле, то блестящая дебютная игра Александрия в соревнованиях претенденток заставила Гаприндашвили серьёзно обновить свой собственный дебютный арсенал. Среди прочего, чемпионка и её помощники искали малоизученные дебюты, такие как скандинавская защита и защита Уфимцева в ответ на первый ход чёрных пешкой на e4. Матч двух грузинских шахматисток проходил в Пицунде и Тбилиси и окончился убедительной победой чемпионки со счётом 8½:3½. Несмотря на разрыв, поединок отличался очень высокой результативностью: из 12 партий только одна завершилась вничью, Александрия одержала три победы, а Гаприндашвили — восемь.
В 1978 году в очередном матче на первенство мира Гаприндашвили встретилась в Пицунде с ещё одной грузинской шахматисткой — 17-летней Майей Чибурданидзе. Заместитель главного арбитра матча Лев Абрамов, анализируя ход поединка, отмечал, что выбор дебютов чемпионкой на этот раз был очень спорным (включая «малооправданные отклонения от рекомендаций теории в сицилианской, защите Уфимцева и защите Каро — Канн»), белыми она чаще получала бесперспективные позиции, а чёрными регулярно попадала в тяжелейшие ситуации, часто оказываясь в цейтноте. Позже Гаприндашвили особо указывала, что перед матчем по разным причинам осталась без тренерского штаба — с ней остался работать только Гипслис (помимо прочих, ей «настоятельно рекомендовали» отказаться от услуг Александра Никитина, в это время конфликтовавшего с Анатолием Карповым). Кроме того, в первой половине поединка она болела. Претендентка повела в счёте с четвёртой партии и так и не упустила лидерство до конца матча, хотя итоговый разрыв оказался небольшим — матч завершился досрочно после 15-й партии со счётом 8½:6½ в пользу Чибурданидзе. Последняя партия, где претендентка, играя белыми, избрала слишком пассивную тактику и позволила Гаприндашвили перед эндшпилем получить лишнюю пешку, продолжалась 94 хода, прежде чем закончиться вничью.
Помимо матчей на первенство мира, Гаприндашвили успешно выступала в других соревнованиях на высшем уровне. Только на международном женском турнире в Белграде с 1966 по 1978 год она побеждала шесть раз, выигрывала также в Бевервейке (1963), Киеве (1967), Вейк-ан-Зе и Тимишоаре (1975), Яйце (1981 и 1982), Барселоне (1983), Йере (1987). В 1971 году в Белграде и 1975 году в Тимишоаре закончила выступления со стопроцентным результатом.
В 1969 году выиграла Кубок европейских чемпионок по шахматам. Уже на старте, во втором туре, чемпионка мира неожиданно уступила венгерке Марии Иванке, после чего стало ясным, что для победы в турнире ей обязательно нужно побеждать основную конкурентку — Милунку Лазаревич. Обе спортсменки уверенно побеждали до 8-го тура, когда встретились между собой, и советская чемпионка одержала победу. Несмотря на это, из-за ничьей в следующем туре с Александрой Николау ей пришлось «на заказ» выигрывать обе последних партии. Гаприндашвили справилась с этой задачей и закончила турнир на пол-очка впереди Лазаревич. Вторично выиграла Кубок европейских чемпионок в 1972 году. В этом турнире основная борьба шла между Гаприндашвили и предыдущей обладательницей трофея Жужей Верёци. Однако чемпионка мира взяла верх чёрными в личной встрече в предпоследнем туре и опередила Верёци и ещё двух преследовательниц на очко, набрав 9 очков из 11 возможных.
После 1964 года ещё четырежды побеждала на чемпионатах СССР среди женщин. В ранге чемпионки мира Гаприндашвили ограничила участие в этих турнирах, выступая только в Тбилиси. Таких чемпионатов за этот период было два — в 1964 и 1973/74 годах, и Гаприндашвили выиграла оба. Потеряв титул чемпионки мира, она стала выступать в чемпионатах СССР чаще и первенствовала в 1981, 1983 и 1985 годах.
В 1963—1986 годах Гаприндашвили 10 раз побеждала в составе сборной СССР на Всемирных шахматных олимпиадах. В 1969 и 1972 годах она за год успешно защищала титул чемпионки мира, выигрывала Олимпиаду и Кубок европейских чемпионок. В 1990 году стала серебряным призёром Олимпиады после того, как сборные СССР и Венгрии набрали одинаковое количество очков и венгерки заняли более высокое место по дополнительному показателю. В очной встрече лидеров турнирной таблицы Гаприндашвили принесла сборной СССР очко, переиграв юную Юдит Полгар. В конце 1991 года объявила о поддержке планов Олимпийского комитета Грузии на выступление на международных шахматных соревнованиях отдельной национальной сборной. В 1992 году выиграла Олимпиаду в составе сборной Грузии. Гаприндашвили — рекордсменка Всемирных шахматных олимпиад по количеству золотых медалей, как среди женщин, так и среди мужчин. В общей сложности выиграла 94 партии, проиграла 8 и свела вничью 26; пять раз становилась на своей доске первой (в том числе с 11½ очка из 12 возможных на 1-й доске на Олимпиаде 1963 года и с 10 очками из 10 возможных в 1986 году), трижды второй и один раз третьей.

### Дальнейшие выступления
После поражения в матче на первенство мира от Майи Чибурданидзе тренировалась у Георгия Борисенко и Элизбара Убилавы; по собственным словам, только в период работы с Борисенко по-настоящему поняла, как следует работать над шахматами. Долгие годы после потери титула оставалась одной из сильнейших шахматисток мира. В 1979—1990 годах с успехом участвовала в отборочных соревнованиях на первенство мира, в частности, выиграла межзональный турнир в Бад-Киссингене (ФРГ, 1982), межзональный турнир в Куала-Лумпуре (Малайзия, 1990, где, в частности, обыграла будущую чемпионку мира китаянку Се Цзюнь) и межзональный турнир в Суботице (Югославия, 1991), была вторым призёром межзонального турнира в Смедеревска-Паланке (Югославия, 1987; разделила 2—4-е места в основном турнире и выиграла матч-турнир у двух остальных участниц). В матчах претенденток 1980 года преодолела 1-й круг, обыграв Нино Гуриели (+5-2=2), но затем в ничейном матче против Наны Иоселиани (+3-3=8) уступила по дополнительным показателям. В 1983 году в цикле матчей претенденток проиграла Ирине Левитиной (+4-6=8). На турнире претенденток в 1988 году в Цхалтубо осталась седьмой. На турнире претенденток 1990 года в Боржоми за тур до конца на пол-очка отставала от лидировавшей Иоселиани, но проиграла Алисе Марич и в итоге пропустила вперёд не только её, но и Се Цзюнь, уже на следующий год завоевавшую мировой титул. В своём последнем турнире претенденток, в 1992 году в Шанхае, разделила 7—9-е места с отрицательным балансом побед и поражений в микроматчах (6 очков из 16 возможных).
Гаприндашвили с кубками чемпионки мира среди ветеранов
Лучшие годы карьеры Гаприндашвили пришлись на период, когда размеры призовых в шахматах, в особенности женских, были крайне невелики. В интервью Тибору Каройи она рассказывала, что за победу в первом матче на первенство мира она получила 900 рублей, во втором — 1000 рублей; делёжка первого места в мужском турнире в Лон-Пайне принесла ей 5000 долларов. При этом даже само участие в зарубежных турнирах для советских шахматисток было редкостью: по словам Гаприндашвили, ей Госкомспорт разрешал выезжать на турниры за границу только два раза в год.
С 1990-х годов выступала также в соревнованиях ветеранов. В 1995 году впервые выиграла чемпионат мира по шахматам среди ветеранов, а с конца первого по начало третьего десятилетия XXI века завоевала ещё семь титулов: в 2009, 2014—2016, 2018—2019 и 2022 годах. В 2005 году Гаприндашвили претендовала также на звание чемпионки мира среди ветеранов-мужчин и в партии с основным конкурентом, Любеном Спасовым, имела выигрышную позицию к 35-му ходу и преимущество в эндшпиле, но две ошибки привели её к поражению.
Прилагала усилия к поиску и развитию молодых талантливых игроков. Теа Ланчава, двукратная чемпионка мира среди девушек, вспоминала, что экс-чемпионка мира встретилась с ней в девять лет на сеансе одновременной игры и убедила её родителей отправить девочку в Тбилиси, чтобы та могла регулярно тренироваться у неё. Уроженка Телави Ана Матнадзе, впоследствии переехавшая в Испанию, также тренировалась у Гаприндашвили, которую называет своей «крёстной матерью» в шахматах.

### Административная и политическая карьера
Избиралась в Верховный Совет Грузинской ССР. С 1980 по 1986 год возглавляла Женскую комиссию ФИДЕ. В 1989—1996 годах занимала пост президента Национального олимпийского комитета Грузии. С 1996 года — почётный президент НОК Грузии.
В 2002 году избиралась депутатом тбилисского Сакребуло (городского совета). В конце десятилетия готовила с Бадри Патаркацишвили создание оппозиционной партии «Наша Грузия», но после его смерти в Лондоне в феврале 2008 года объявила, что уходит из политики. Тем не менее позже входила в инициативную группу оппозиционного Михаилу Саакашвили движения «Представительское народное собрание», в ноябре 2010 года избрана его председателем.
Имя Ноны Гаприндашвили фигурировало в финальной серии мини-сериала «Ход королевы» (2020, Netflix). Из-за того, что создатели сериала использовали реальный образ, шахматистка обратилась в суд. Она обвинила авторов «Хода королевы» в клевете: в серии утверждалось, что Гаприндашвили играла только с женщинами, тогда как в реальности к 1968 году, когда развиваются события сериала, на её счету уже были встречи примерно с 60 мужчинами, в том числе с десятью гроссмейстерами. Она не только играла против мужчин, но и неоднократно одерживала победы. Гаприндашвили также сочла оскорбительным, что в сериале её назвали русской шахматисткой. Экс-чемпионка мира требовала от компании Netflix компенсации в размере 5 млн долларов и публичного опровержения ложной информации. Осенью 2022 года между Гаприндашвили и Netflix было достигнуто досудебное соглашение, размер полученной шахматисткой компенсации не разглашался.

### Личная жизнь
В 1969 году вышла замуж за Анзора Чичинадзе, врача, с которым ещё в 1962 году познакомилась на турнире в Баку. В этом браке в 1970 году родился сын Давид (Дато), впоследствии работавший в британской компании, занимавшейся разминированием в зонах конфликтов. Имеет двух внуков, Лери и Николоза.

## Стиль игры
Когда Гаприндашвили было всего 20 лет, ещё до завоевания титула чемпионки мира, гроссмейстер Александр Константинопольский писал, что молодая грузинка резко отличается от других шахматисток «мужским» стилем игры. Он отмечал её агрессивность, редко встречающуюся в женских шахматах, «неустанное стремление к инициативе» даже в тяжёлых для неё позициях, игру на выигрыш в ситуациях, когда турнирное положение позволяет делать ничьи. Последнее утверждение она проиллюстрировала в своём первом матче на первенство мира, позволив сопернице в 11 партиях набрать только 2 очка. Некоторое время тренировавший Нону Геннадий Зайчик вспоминал, что в молодости Гаприндашвили готова была часами анализировать безнадёжные дебютные варианты, не считаясь со мнением более маститых шахматистов. Анализировавший её творческое наследие Каройи отмечает, что она в особенности часто выбирала агрессивные дебюты, играя за белых, тогда как за чёрных в её репертуаре были такие позиционные начала, как защита Пирца — Уфимцева и система Паульсена.
Благодаря своему универсальному стилю игры Гаприндашвили смогла бороться с мужчинами на равных на международных турнирах. Она, в частности, уже зимой 1963—1964 годов победила на побочном турнире в Гастингсе, а на следующий год в основном турнире заняла 5-е место, в том числе сыграв вничью с выигравшим соревнование Паулем Кересом. В этой партии она играла за чёрных вариант Паульсена — Кана в сицилианской защите и начала её с небольшой провокации: первые ходы полностью совпадали с началом знаменитой партии между Кересом и Михаилом Талем, которую эстонский гроссмейстер проиграл белыми. После того, как Гаприндашвили удалось уравнять позицию, игра продолжалась ещё долго: Керес не хотел ничьей, и борьба шла почти «до голых королей».
| П. Керес — Н. Гаприндашвили Сицилианская защита Гастингс, 1964/1965 (комментарии Т. Каройи) |
| 1. e4 c5 2. Nf3 e6 3. d4 cxd4 4. Nxd4 a6 5. Bd3 Nc6 6. Nxc6 dxc6 7. O-O e5 8. Nd2 Qc7 9. f4 (Против Таля Керес играл 9.a4, здесь он форсирует игру) Nf6 10. Nc4 Bc5+ 11. Kh1 Ng4 12. Qf3 b5 13. Nxe5 Nxe5 14. fxe5 O-O 15. Bf4 Be6 (Чёрные консолидируются, у белых лишняя пешка, но сдвоенная, что нивелирует преимущество) 16. Qg3 Kh8 17. a4 Be7 (Гаприндашвили активизирует игру) 18. Be3 Qb7 19. Qf2 Rfc8 20. Bc5 Bxc5 21. Qxc5 Qa7?! 22. Qc3?! (По мнению Каройи, белые зря спешат с разменом ферзей, а чёрные, отказавшись от размена, теряют инициативу) Qb6 23. b4 c5! (нейтрализуя белых на ферзевом фланге) 24. Rfd1 bxa4 25. bxc5?! (окончательно отдавая инициативу) Rxc5 26. Qd4 Rd8 27. Qxa4 a5 28. Rdb1 Qc7 29. Rb5 Rxb5 30. Bxb5 h6 31. Bd3 Rb8 32. Qd4! (Теперь уже белые ликвидируют угрозу атаки чёрных с Фc3) Rd8 33. Qb2 Rb8 34. Qd4 Rd8 35. Qg1?! (Чёрные с лучшей позицией предлагают повторение ходов, белые идут на риск и отказываются) Qxe5 36. h3 Rb8 (Сильнее 38. …Сd7! с перспективой a4) 37. Qe1 Rb4 38. Qc1 Rb8 39. Ra4 f5?! (форсируя ничью) 40. Qa1 Qxa1+ 41. Rxa1 fxe4 42. Bxe4 Rb5 43. Kg1 Re5 44. Bd3 Kg8 45. Kf2 Bf5 46. Bxf5 Rxf5+ 47. Ke3 Kf7 48. c4 Ke6 49. Rb1 Kd6 50. Rb6+ Kc7 51. Re6 Rg5 52. g4 h5 53. gxh5 Rxh5 54. Kd4 Rh4+ (Ничья) |

В дальнейшем Гаприндашвили играла в мужском чемпионате Закавказья по шахматам (Баку, 1966), в Дортмунде (1974, 3—4-е места), в Сандомире (1976, 2-е место), в Лон-Пайне (1977, 1—4-е места), в Реджо-нель-Эмилии (1983, 1-е место), в Вейк-ан-Зе (1987, 1—3-е места во втором турнире). В турнире 1987 года в Брюсселе, где по схевенингенской системе играли друг с другом по четыре гроссмейстера от мужчин и женщин, она победила, набрав пять очков из восьми возможных, обыграв экс-чемпиона мира среди юниоров Максима Длуги и дважды — Уильяма Уотсона. Среди прочих соперников-мужчин, которых побеждала Гаприндашвили, были Олег Романишин (Гётеборг, 1971) и уже побывавший чемпионом СССР Александр Белявский (1977).
Согласно сайту Olimpbase, уже в июле 1972 года Гаприндашвили занимала в списке сильнейших шахматистов ФИДЕ 148-е место с рейтингом 2450. Ей удалось улучшить этот показатель в июле 1987 года, когда её рейтинг достиг значения 2495. Этот результат обеспечил шахматистке 137-е место в списке ФИДЕ. Гаприндашвили первой из женщин была удостоена звания международного гроссмейстера среди мужчин после того, как в Лон-Пайне победила четырёх обладателей этого звания, выполнив гроссмейстерскую норму. Полностью требования к присвоению звания выполнены не были (для этого требовалось выполнение нормы на трёх разных турнирах с одновременным постоянным сохранением рейтинга выше 2500), но в ФИДЕ сочли возможным в этом случае сделать исключение. В 1984 году за игру против югославского гроссмейстера Драголюба Велимировича экс-чемпионка мира получила приз Федерации шахмат СССР за лучшую партию года. Этот приз стал единственным, присуждённым не за победу, а за ничью. Это была также единственная ничья, включённая в сборник 60 лучших партий Гаприндашвили, выпущенный к её 60-летию.
| Д. Велимирович — Н. Гаприндашвили Сицилианская защита Бела-Црква, 1984 Комментарии Т. Каройи |
| 1. e4 c5 2. Nf3 d6 3. d4 cxd4 4. Nxd4 Nf6 5. Nc3 a6 6. Bg5 e6 (Система Раузера) 7. f4 Qc7 8. Qf3 b5 9. f5 (Велимирович идёт на тактическое обострение) b4!? 10. Ncb5!? axb5 11. Bxb5+ Bd7 12. fxe6 Bxb5 13. Nxb5 Qc5 14. Bxf6 Qxb5 15. Bxg7 (15.e5 обычно ведёт к ничьей) Bxg7 16. Qxf7+ Kd8 17. Qxg7 Re8 18. Rf1 b3 19. cxb3 Qb4+ 20. Kf2 (У белых 5 пешек за коня, но они разбросаны, и белый король, как и чёрный, подвергается риску) Qc5+ 21. Kg3 Ra7 22. Qf6+ Rae7 23. Rad1 Rg8+ 24. Kh4 Nc6 25. Rd5 (Хуже 25.b4 с равными шансами в перспективе) Qb4 26. Rf4 Rxg2 27. e5!? (27.Кh3 ведёт к ничьей) Qe1+ 28. Kh3 Rg3+! (вскрывая короля) 29. hxg3 Qh1+ 30. Kg4 Qxd5 31. exd6 Ne5+! 32. Kh5 Nd7+!? 33. Qg5!? (Велимирович пытается избежать вечного шаха) Qh1+ 34. Kg4 h5+ 35. Kf5 Qd5+ 36. Kg6 Qxd6 37. Qa5+ Nb6 38. Rf8+ Kc7 39. Qc3+ Kb7 (Опасность для чёрного короля миновала) 40. Rf7 Qxe6+ 41. Qf6 Qg4+ 42. Kh6 Rxf7 43. Qxf7+ Nd7 44. Qd5+ Kb6 45. Qd6+ Kb7 46. b4 h4 47. Qd5+ Kb6 (Ничья) |

В книге Исаака Линдера «1000 самых красивых шахматных партий, или Ода эстетике шахмат» (2004) приводится другая партия Гаприндашвили, выигранная в международном турнире у соперника-мужчины. Сама шахматистка вспоминала о связанном с этой партией курьёзе: кто-то из журналистов, рассказывая о ней, по-видимому, не поверил, что Гаприндашвили в таком остром стиле победила мужчину, и написал о немецком мастере Рудольфе Сервати как о женщине.
| Н. Гаприндашвили — Р. Сервати Сицилианская защита Дортмунд, 1974 Комментарии И. Линдера |
| 1. e4 c5 2. Nf3 Nc6 3. d4 cxd4 4. Nxd4 g6 5. c4 Bg7 6. Be3 Nf6 7. Nc3 Ng4 8. Qxg4 Nxd4 9. Qd1 e5 10. Nb5 O-O 11. Be2 Qh4 12. Nxd4 exd4 13. Bxd4 Qxe4 14. Bxg7! Qxg2? (Следовало играть 14…Kxg7) 15. Qd4! (Красивая жертва двух ладей) Qxh1+ 16. Kd2 Qxa1 17. Qf6 (Чёрные сдались, так как после 18.Bh6 мат неизбежен) |

Экс-чемпион мира среди мужчин и глава ФИДЕ Макс Эйве, сравнивая игру Гаприндашвили и первой чемпионки мира среди женщин Веры Менчик, отдавал однозначное предпочтение советской шахматистке: «Игра Гаприндашвили значительно разносторонней, ярче. Это шахматистка широкого плана, больших творческих возможностей».

## Награды
- Медаль «За трудовое отличие» (1963)[82][83].
- Заслуженный мастер спорта СССР (1964)[10].
- Орден Ленина (1966)[10].
- Шахматный Оскар (1982)[4].
- Орден «Знак Почёта» (1985)[10].
- Орден Чести (1994)[10].
- Серебряный Олимпийский орден (1996)[84].
- Орден Вахтанга Горгасали II степени (1999)[83].
- Орден Вахтанга Горгасали I степени (2001)[83].
- Президентский орден «Сияние» (Грузия, 2015)[85].
- Орден царицы Тамары (2023)[86].
- Лучшая спортсменка Грузии XX века[10].
- Почетная гражданка Тбилиси (2000), Батуми и Зугдиди[83].
- Член Всемирного зала славы шахмат (2013)[87].
- С 1997 года ФИДЕ вручает на шахматных олимпиадах Кубок Ноны Гаприндашвили стране, мужская и женская команды которой набрали больше всех очков в сумме[43].
- К 75-летию шахматистки перед Дворцом спорта в Тбилиси открыта звезда Ноны Гаприндашвили. В честь 75-летия Гаприндашвили было также присвоено высшее спортивное звание Грузии «Рыцарь спорта»[88], а президент ФИДЕ Кирсан Илюмжинов вручил ей награду «Каисса», выполненную в виде драгоценной статуэтки божественной покровительницы шахмат[89].
- В честь Гаприндашвили были названы духи тбилисской фабрики «Иверия» (парфюмер Лиана Гахокидзе), выпускаемые с 1978 года и помещённые в керамический флакон в виде шахматной фигуры[90]. Её имя также носят тбилисский Дворец шахмат и одна из центральных улиц этого города[48].

## Книги
- Гаприндашвили Н. Предпочитаю риск / Лит. запись В. Васильева. — М.: Молодая гвардия, 1977. — 191 с. — (Спорт и личность; Кн. 32).
- Gaprindashvili N. Selected parties (англ.). — Tbilisi, 2001. — 150 p.